# Chiesa dei Santi Pietro e Paolo (Gottolengo)
La chiesa dei Santi Pietro e Paolo è la parrocchiale di Gottolengo, in provincia e diocesi di Brescia; fa parte della zona pastorale della Bassa Centrale Est. 

## Storia
La comunità di Gottolengo rientrava all'inizio nella giurisdizione della pieve di Visano, per poi passare a quella della pieve di Corvione; successivamente, tuttavia, cominciò a dipendere dall'abbazia di Leno.
Probabilmente l'originaria cappella di San Pietro venne fondata proprio dai monaci di Leno; essa è citata in un documento del 1410 come Ecclesia S.ti Petri de Gotolengo.
La prima pietra della nuova parrocchiale venne posta il 13 novembre 1746 dal prevosto don Giovanni Battista Alberini; l'edificio, disegnato dall'architetto Domenico Prandini con la collaborazione dell'architetto Giovanni Battista Marchetti, fu benedetto il 10 febbraio 1765 dal vicario foraneo di Gambara Lodovico Emili e consacrato 10 novembre 1778 dal vescovo Giovanni Nani.
Nella seconda metà degli anni sessanta si provvide a realizzare l'altare postconciliare rivolto verso l'assemblea; nel 1988 venne rifatto il tetto della struttura, il quale fu poi ristrutturato nel 2006.

## Descrizione

### Facciata
La facciata a salienti della chiesa, rivolta a ponente e suddivisa da una cornice marcapiano modanata in due registri, entrambi scanditi da paraste, presenta in quello inferiore il portale d'ingresso timpanato e in quello superiore, che è affiancato dalle statue dei Santi Pietro e Paolo e coronato dal frontone triangolare, a sua volta sormontato dal simulacro di Cristo Risorto, presenta un grande finestrone centrale.
Annesso alla parrocchiale è il campanile a base quadrata, abbellito da paraste angolari; la cella presenta su ogni lato una monofora ed è coperta dalla cupoletta poggiante sul tamburo.

### Interno
L'interno dell'edificio si compone di un'unica navata, sulla quale si affacciano le cappelle laterali, introdotte da archi a tutto sesto, e le cui pareti sono scandite da lesene sorreggenti la trabeazione su cui s'imposta la volta; al termine dell'aula si sviluppa il presbiterio, a sua volta chiuso dall'abside semicircolare.
Qui sono conservate diverse opere di pregio, tra le quali la pala con soggetto l'Immacolata assieme a San Pietro, eseguita nel 1770 da Giambettino Cignaroli, le due tele ritraenti rispettivamente l'Ultima Cena e Sant'Eurosia, realizzate da Palma il Giovane, gli affreschi raffiguranti la Liberazione di San Pietro dal carcere e la consegna delle chiavi a San Pietro, dipinti dal bergamasco Galizzi, i quattro altari laterali di San Carlo, Sant'Antonio di Padova, del Crocifisso e del Rosario, l'organo, costruito dalla ditta bergamasca Serassi nel 1862, e i dipinti che rappresentano Gesù davanti a Caifa, un gruppo di Sante e la Madonna del Carmine con Santi, eseguiti da Sante Cattaneo.